# Rząd Magdaleny Andersson
Rząd Magdaleny Andersson – rząd Szwecji powstały 30 listopada 2021 w trakcie kadencji Riksdagu wybranego w 2018, będący gabinetem tworzonym wyłącznie przez Szwedzką Socjaldemokratyczną Partię Robotniczą (SAP). Zastąpił trzeci rząd Stefana Löfvena. Urzędował do 18 października 2022, kiedy to został zastąpiony przez gabinet Ulfa Kristerssona.
W styczniu 2019, kilka miesięcy po wyborach parlamentarnych z 2018, powstał drugi mniejszościowy rząd lidera socjaldemokratów Stefana Löfvena, który utworzyły dotychczas współrządzące SAP i Partia Zielonych (MP). Jego powołanie umożliwiło wstrzymanie się przy wyborze premiera przez posłów dotąd wspierającej koalicjantów Partii Lewicy, a ponadto przez deputowanych opozycyjnych liberałów i centrystów. W 2021 doszło do kryzysu politycznego po tym, jak Partia Lewicy wycofała swojej poparcie, a 21 czerwca tegoż roku parlament uchwalił wotum nieufności wobec gabinetu. 7 lipca 2021 Riksdag ponownie jednak zatwierdził kandydaturę Stefana Löfvena na premiera – dzięki głosom wstrzymującym oddanym głównie przez posłów Partii Lewicy i Partii Centrum. Dwa dni później nowy gabinet rozpoczął funkcjonowanie.
W sierpniu 2021 Stefan Löfven zapowiedział ustąpienie z funkcji przewodniczącego partii i następnie z urzędu premiera. 4 listopada tegoż roku na czele socjaldemokratów zastąpiła go Magdalena Andersson. Sześć dni później były lider SAP złożył oficjalną rezygnację ze stanowiska premiera. Nowa przewodnicząca SAP otrzymała następnie od przewodniczącego Riksdagu Andreasa Norléna misję utworzenia nowego rządu. 24 listopada Riksdag zatwierdził jej kandydaturę na premiera – wobec braku co najmniej 175 głosów przeciw. Za kandydatką zagłosowali posłowie socjaldemokratów, Partii Zielonych i 1 niezależny (łącznie 117 głosów). 174 deputowanych z ugrupowań centroprawicowych i prawicowych było przeciw, a 57 parlamentarzystów z Partii Lewicy i Partii Centrum wstrzymało się od głosu. Jej gabinet miał powstać dwa dni później. Jeszcze tego samego dnia odbyło się w Riksdagu głosowanie nad projektem budżetu. Partia Centrum nie poparła propozycji rządowej, a parlament przegłosował budżet zaproponowany przez centroprawicową opozycję. W konsekwencji Partia Zieloni odmówiła wejścia do nowego rządu, a Magdalena Andersson jeszcze tego samego dnia złożyła rezygnację.
Zadeklarowała jednocześnie gotowość stanięcia na czele monopartyjnego gabinetu tworzonego wyłącznie przez SAP. 25 listopada Andreas Norlén ponownie powierzył jej misję utworzenia rządu. 29 listopada parlament ponownie zatwierdził jej kandydaturę. Przewodniczącą SAP poparło 101 posłów (socjaldemokraci i 1 niezależny), a 75 wstrzymało się od głosu (posłowie Partii Zieloni, Partii Lewicy, centrystów i 1 deputowany liberałów). Liczba głosów przeciw (173) była mniejsza niż 175 głosów niezbędnych do zablokowania kandydatury. Następnego dnia Magdalena Andersson przedstawiła skład nowego rządu, który tym samym rozpoczął funkcjonowanie.
W wyborach w 2022 ugrupowania wspierające rząd utraciły większość w parlamencie. 18 października tegoż roku gabinet został zastąpiony przez tworzony przez centroprawicową koalicję rząd, na czele którego stanął Ulf Kristersson.

## Skład rządu
| Stanowisko                                            | Minister                                                                            | Partia         |
| Biuro Premiera                                        | Biuro Premiera                                                                      | Biuro Premiera |
| ----------------------------------------------------- | ----------------------------------------------------------------------------------- | -------------- |
| Premier                                               | Magdalena Andersson                                                                 | SAP            |
| Minister ds. stosunków europejskich                   | Hans Dahlgren                                                                       | SAP            |
| Ministerstwo Sprawiedliwości                          |                                                                                     |                |
| Minister sprawiedliwości i spraw wewnętrznych         | Morgan Johansson                                                                    | SAP            |
| Minister integracji i migracji                        | Anders Ygeman                                                                       | SAP            |
| Ministerstwo Spraw Zagranicznych                      |                                                                                     |                |
| Minister spraw zagranicznych                          | Ann Linde                                                                           | SAP            |
| Minister ds. pomocy rozwojowej                        | Matilda Ernkrans                                                                    | SAP            |
| Minister handlu zagranicznego i współpracy nordyckiej | Anna Hallberg                                                                       | SAP            |
| Ministerstwo Obrony                                   |                                                                                     |                |
| Minister obrony                                       | Peter Hultqvist                                                                     | SAP            |
| Ministerstwo Spraw Społecznych                        |                                                                                     |                |
| Minister spraw społecznych                            | Lena Hallengren (do 6 października 2022) Ardalan Shekarabi (od 6 października 2022) | SAP            |
| Minister opieki socjalnej                             | Ardalan Shekarabi                                                                   | SAP            |
| Ministerstwo Finansów                                 |                                                                                     |                |
| Minister finansów                                     | Mikael Damberg                                                                      | SAP            |
| Minister ds. rynków finansowych                       | Max Elger                                                                           | SAP            |
| Minister administracji publicznej                     | Ida Karkiainen                                                                      | SAP            |
| Ministerstwo Edukacji                                 |                                                                                     |                |
| Minister edukacji                                     | Anna Ekström                                                                        | SAP            |
| Minister szkolnictwa                                  | Lina Axelsson Kihlblom                                                              | SAP            |
| Ministerstwo Środowiska                               |                                                                                     |                |
| Minister klimatu i środowiska                         | Annika Strandhäll                                                                   | SAP            |
| Ministerstwo Przedsiębiorczości                       |                                                                                     |                |
| Minister przedsiębiorczości i innowacji               | Karl-Petter Thorwaldsson                                                            | SAP            |
| Minister obszarów wiejskich                           | Anna-Caren Sätherberg                                                               | SAP            |
| Ministerstwo Kultury                                  |                                                                                     |                |
| Minister kultury                                      | Jeanette Gustafsdotter                                                              | SAP            |
| Ministerstwo Zatrudnienia                             |                                                                                     |                |
| Minister zatrudnienia i równości płci                 | Eva Nordmark                                                                        | SAP            |
| Minister mieszkalnictwa i wiceminister zatrudnienia   | Johan Danielsson                                                                    | SAP            |
| Ministerstwo Infrastruktury                           |                                                                                     |                |
| Minister infrastruktury                               | Tomas Eneroth                                                                       | SAP            |
| Minister energii i cyfryzacji                         | Khashayar Farmanbar                                                                 | SAP            |